# Lisanòrides
Lisanòrides (en llatí Lysanoridas, en grec antic Λυσανορίδας) fou un militar espartà que va viure al segle v aC. Va morir després de l'any 379 aC.
Era un dels tres harmosts (governadors) (junt amb Heríppides o Hermípides i Arcesos) de la fortalesa de Cadmea a Tebes, després de la instauració d'un govern oligàrquic filo-espartà instaurat per Febides. L'any 379 aC van rendir la ciutadella als exiliats tebans.
Els seus dos col·legues van ser executats pel govern espartà però Lisanòrides estava absent la nit en què va esclatar la revolta tebana, i per això va rebre un càstig més lleu. Va ser condemnat a pagar una multa elevadíssima, que com que no va poder satisfer, va marxar voluntàriament a l'exili, segons diuen Plutarc i Diodor de Sicília.
Teopomp de Quios diu per la seva banda que Lisanòrides va ser expulsat d'Esparta per les intrigues del seu enemic Agesilau II, i que la seva mare Xenopítia (considerada la dona més maca del Peloponès) i la seva germana Crisa, van ser executades pels espartans.